# J. Siebmacher’s großes und allgemeines Wappenbuch
J. Siebmacher’s großes und allgemeines Wappenbuch (kurz Neuer Siebmacher) ist eine Buchreihe von über 100 Wappenbüchern verschiedener Autoren, die nach dem Vorbild der Wappenbücher Johann Siebmachers nach dessen Tod fast ohne Ausnahme in Nürnberg gedruckt und veröffentlicht wurden. Das erste Wappenbuch, das Siebmachers Namen im Titel trug, stammte von Johann David Köhler und lautete Johann Siebmachers großes Wappenbuch bzw. Johann Siebmachers großes allgemeines und vollständiges Wappenbuch (kurz Alter Siebmacher).

## Geschichte

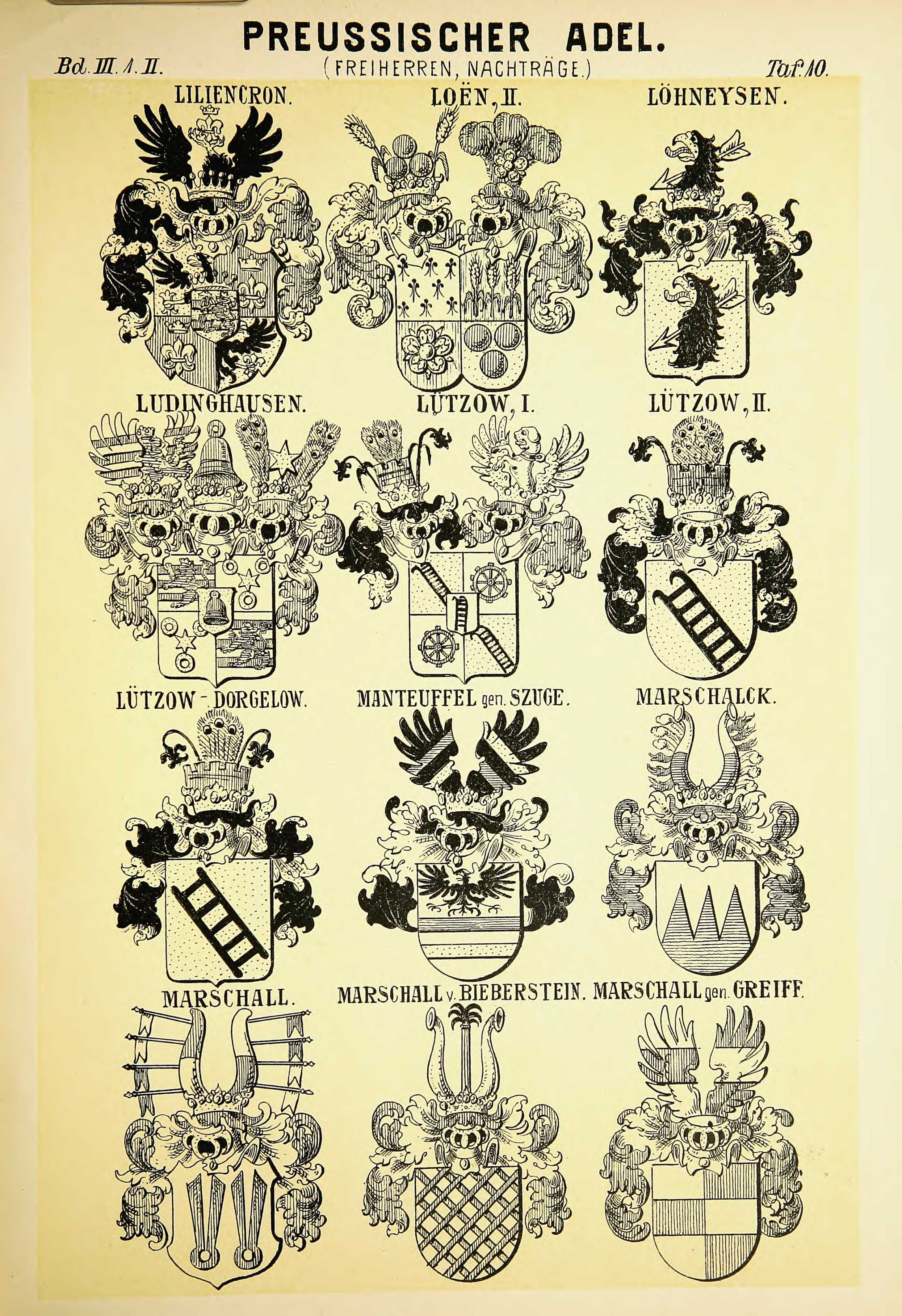
Preußische Freiherren-Wappen

Der Nürnberger Wappenmaler Johan Sibmacher veröffentlichte 1596 ein „Wappenbüchlein“ mit 19 Wappentafeln. 1605 folgte das „New Wappenbuch“ mit 226 Tafeln bzw. 3320 „authentischen Wappendarstellungen“ und im Jahr 1609 ein zweiter Teil mit 164 Tafeln bzw. 2400 Wappen. Die Farben der Wappen kennzeichnete Siebmacher mit Buchstaben. Wappenbeschreibungen waren daher verzichtbar. Siebmachers Wittwe Anna Sophia ließ 1612 und 1630 letztere zwei Wappenbücher jeweils neu drucken.
Paul Fürst kaufte im Jahr 1653 Siebmachers Kupferplatten. Er wiederholte die Neuauflage der zwei Teile zwischen 1655 und 1657 ein viertes Mal und erweiterte sie zudem um einen dritten (1656) und vierten Teil (1657). Am 26. Juli 1655 empfing das Werk den „Schutz“ des deutschen Kaisers (Ferdinand III.). Eine Erweiterung um einen fünfte Teil folgte in einer fünften Auflage im Jahr 1666. Diese Bücher trugen den Titel Deß heiligen römischen Reichs erneuertes und vermehrtes teutsches Wappenbuch.
Fürsts Schwiegersohn Rudolf Johann Helmers schrieb und verlegte unterdessen um das Jahr 1700 einige Bände unter dem Titel Erneuert- und vermehrtes Wappenbuch. Nach Helmers brachte Christoph Weigel das ursprünglich siebmacherische Unternehmen an sich, verfasste das sogenannte Weigelische Wappen-Buch, das aber erst durch seine Witwe Magdalena Esther veröffentlicht wurde. Weigels Tochter Barbara Sibylla heiratete unterdessen Martin Tyroff, dessen Söhne Johann David, Ludwig Christoph und Konrad Tyroff, sowie des letzteren Sohn Johann Andreas Tyroff, ebenfalls teils bedeutende Wappenbücher herausgaben. Johann David Tyroff (1733–1770) habe den von seinem Vater erheirateten Verlag weitergeführt.
Schließlich erwarb Gabriel Nikolaus Raspe den Verlag. Eine Serie erschien mit einem Vorwort Johann David Köhlers, in der Raspe seit 1771 den Namen Siebmacher erstmals seit den Lebzeiten Johann Siebmachers im Haupttitel verwendete. Die bis hierhin genannten Bände, die nach wie vor in Nürnberg gedruckt wurden, lassen sich unter dem Begriff „Alter Siebmacher“ zusammenfassen.
Seit 1854 erschienen im Verlag Bauer und Raspe auf Initiative von Otto Titan von Hefner, zunächst unter Mitarbeit von Friedrich Heyer von Rosenfeld, Gustav Adelbert Seyler, Adolf Matthias Hildebrandt und Maximilian Gritzner zahlreiche neue Bände (der „Neue Siebmacher“), die neben den Wappen auch Informationen zu den einzelnen Familien und deren Geschichte enthielten. Sie sind trotz teilweise unterschiedlicher Autoren weitestgehend einheitlich gegliedert und nummeriert in den Hauptkategorien:
- (1) Souveräne und Landesfürsten
- (2) Blühender Adel deutscher Landschaften
- (3) Blühender Adel deutscher Landschaften unter preußischer Vorherrschaft
- (4) Habsburgermonarchie
- (5) Bürgerliche Geschlechter Deutschlands und der Schweiz
- (6) Abgestorbene, erloschene Geschlechter
- (7) Ergänzungen

Es erschienen zudem von vielen Bänden Neudrucke.
Während diese seit 1854 neuen Bände jeweils individuelle Werke darstellten, gab der Kunsthistoriker Horst Appuhn gegen Ende des 20. Jahrhunderts Johann Siebmachers ursprüngliches New Wappenbuch erneut heraus, und zwar coloriert.

## Einzelbände
Siebmachers Wappenbücher zu seinen Lebzeiten
| Titel                  | Autor             | Ort      | Jahr | Verlag             | Digitalisat  |
| ---------------------- | ----------------- | -------- | ---- | ------------------ | ------------ |
| Wappenbüchlein         | Johann Siebmacher | Nürnberg | 1596 | ?                  | –            |
| New Wappenbuch, Teil 1 | Johann Siebmacher | Nürnberg | 1605 | Sumptibus Auctoris | Google-books |
| New Wappenbuch, Teil 2 | Johann Siebmacher | Nürnberg | 1609 | Auctoris           | Google-books |

farbige Neuauflage des 1. Teil Johann Siebmachers New Wappenbuchs
| Titel                         | Autor        | Ort      | Jahr | Verlag | Digitalisat       |
| ----------------------------- | ------------ | -------- | ---- | ------ | ----------------- |
| Johann Siebmachers Wappenbuch | Horst Appuhn | Dortmund | 1989 | ?      | Wikimedia Commons |

Deß heiligen römischen Reichs erneuertes und vermehrtes teutsches Wappenbuch (Paul Fürst)
| Titel                                                                        | Band | Bandtitel | Autor      | Ort      | Jahr | Druck             | Digitalisat |
| ---------------------------------------------------------------------------- | ---- | --- | ---------- | -------- | ---- | ----------------- | ----------- |
| Deß heiligen römischen Reichs erneuertes und vermehrtes teutsches Wappenbuch | 1    | Mit einer Umbständigen Vorrede von dem Ursprung und Gebrauch der Wappen vermehrt                                                     | Paul Fürst | Nürnberg | 1657 | Christoff Gerhard | BSB         |
| Deß heiligen römischen Reichs erneuertes und vermehrtes teutsches Wappenbuch | 2    | Mit einer Vorrede von den Ritterlichen Thurnieren und der Adelichen Heroldskunst vermehrt                                            | Paul Fürst | Nürnberg | ?    | Christoph Gerhard | BSB         |
| Deß heiligen römischen Reichs erneuertes und vermehrtes teutsches Wappenbuch | 3    | Mit einer Vorrede Der Wappen Unterscheid und Deutungen                                                                               | Paul Fürst | Nürnberg | 1656 | Christoff Gerhard | BSB         |
| Deß heiligen römischen Reichs erneuertes und vermehrtes teutsches Wappenbuch | 4    | Mit einer Vorrede Von vielfältigem Gebrauch der Wappen                                                                               | Paul Fürst | Nürnberg | 1657 | Christoff Gerhard | BSB         |
| Deß heiligen römischen Reichs erneuertes und vermehrtes teutsches Wappenbuch | 5    | sampt einem beygefügten politischen Discurs von der Macht/Wurde/Herzlichkeit und grossen Menge deß Teutschen hohen und niedern Adels | Paul Fürst | Nürnberg | 1666 | Christoff Gerhard | BSB         |

Erneuert- und Vermehrtes Wappenbuch (Helmerisches Wappenbuch)
| Titel                               | Band                  | Bandtitel                                                    | Autor                 | Ort      | Jahr | Verlag | Digitalisat  |
| ----------------------------------- | --------------------- | ------------------------------------------------------------ | --------------------- | -------- | ---- | ------ | ------------ |
| Erneuert- und Vermehrtes Wappenbuch | 1–6                   | Alle hohen Potentaten, Wappen, Schilde, Helme und Kleinodien | Rudolf Johann Helmers | Nürnberg | 1699 |        | Google-Books |
| Erneuert- und Vermehrtes Wappenbuch | 1                     |                                                              | Rudolf Johann Helmers | Nürnberg | 1705 |        | BSB          |
| Erneuert- und Vermehrtes Wappenbuch | 2                     |                                                              | Rudolf Johann Helmers | Nürnberg | 1705 |        | BSB          |
| Erneuert- und Vermehrtes Wappenbuch | 3                     |                                                              | Rudolf Johann Helmers | Nürnberg | 1705 |        | BSB          |
| Erneuert- und Vermehrtes Wappenbuch | 4                     |                                                              | Rudolf Johann Helmers | Nürnberg | 1705 |        | BSB          |
| Erneuert- und Vermehrtes Wappenbuch | 5                     |                                                              | Rudolf Johann Helmers | Nürnberg | 1705 |        | BSB          |
| Erneuert- und Vermehrtes Wappenbuch | 6 (Zusatz von Band 5) |                                                              | Rudolf Johann Helmers | Nürnberg | 1705 |        | BSB          |

Großes und vollkommenes Weigelisches Wappenbuch
| Titel | Band | Bandtitel                                              | Autor                   | Ort      | Jahr | Verlag                                  | Digitalisat  |
| --- | ---- | ------------------------------------------------------ | ----------------------- | -------- | ---- | --------------------------------------- | ------------ |
| Das große und vollständige anfangs Siebmacherische hernacher Fürstische und Helmerische nun aber Weigelische Wappenbuch | 1–6  | hohe Potentaten, Wappen, Schilde, Helme und Kleinodien | Magdalena Esther Weigel | Nürnberg | 1734 | Weigel (Verlag), Lorenz Bieling (Druck) | Google-books |
| Großes und vollkommenes Weigelsches Wappenbuch                                                                          | 1    |                                                        | Magdalena Esther Weigel | Nürnberg | 1734 |                                         | BSB          |
| Großes und vollkommenes Weigelsches Wappenbuch                                                                          | 2    |                                                        | Magdalena Esther Weigel | Nürnberg | 1734 |                                         | BSB          |
| Großes und vollkommenes Weigelsches Wappenbuch                                                                          | 3    |                                                        | Magdalena Esther Weigel | Nürnberg | 1734 |                                         | BSB          |
| Großes und vollkommenes Weigelsches Wappenbuch                                                                          | 4    |                                                        | Magdalena Esther Weigel | Nürnberg | 1734 |                                         | BSB          |
| Großes und vollkommenes Weigelsches Wappenbuch                                                                          | 5    |                                                        | Magdalena Esther Weigel | Nürnberg | 1734 |                                         | BSB          |
| Großes und vollkommenes Weigelsches Wappenbuch                                                                          | 6    |                                                        | Magdalena Esther Weigel | Nürnberg | 1734 |                                         | BSB          |

Johann Siebmachers großes Wappen-Buch (Johann David Köhler)
| Band              | Bandtitel                     | Titel                                               | Autor(en)           | Ort      | Jahr | Verlag             | Digitalisat  |
| ----------------- | ----------------------------- | --------------------------------------------------- | ------------------- | -------- | ---- | ------------------ | ------------ |
| 1–6               | Siebmachers großes Wappenbuch | hohe Potentaten, Fürsten, Grafen, Herren und Stände | Johann David Köhler | Nürnberg | 1772 | Raspische Handlung | Google-books |
| 1                 | Siebmachers großes Wappenbuch | hohe Potentaten, Fürsten, Grafen, Herren und Stände | Johann David Köhler | Nürnberg | 1772 | Raspische Handlung | Google-books |
| 2                 | Siebmachers großes Wappenbuch | hohe Potentaten, Fürsten, Grafen, Herren und Stände | Johann David Köhler | Nürnberg | 1772 | Raspische Handlung | Google-books |
| 3                 | Siebmachers großes Wappenbuch | hohe Potentaten, Fürsten, Grafen, Herren und Stände | Johann David Köhler | Nürnberg | 1772 | Raspische Handlung | Google-books |
| 4                 | Siebmachers großes Wappenbuch | hohe Potentaten, Fürsten, Grafen, Herren und Stände | Johann David Köhler | Nürnberg | 1772 | Raspische Handlung | Google-books |
| 5                 | Siebmachers großes Wappenbuch | hohe Potentaten, Fürsten, Grafen, Herren und Stände | Johann David Köhler | Nürnberg | 1772 | Raspische Handlung | Google-books |
| 6                 | Siebmachers großes Wappenbuch | hohe Potentaten, Fürsten, Grafen, Herren und Stände | Johann David Köhler | Nürnberg | 1772 | Raspische Handlung | Google-books |
| Supplement (1–5)  | Siebmachers großes Wappenbuch | hohe Potentaten, Fürsten, Grafen, Herren und Stände | Johann David Köhler | Nürnberg | 1777 | Raspische Handlung | Google-books |
| Supplement (6–12) | Siebmachers großes Wappenbuch | hohe Potentaten, Fürsten, Grafen, Herren und Stände | Johann David Köhler | Nürnberg | 1777 | Raspische Handlung | Google-books |

Siebmacher’s großes und allgemeines Wappenbuch
| Band | Bandtitel                                                             | Abteilung | Folge/Teil      | Titel | Autor(en)                                                    | Ort      | Jahr      | Verlag          | Digitalisat*      |
| ---- | --------------------------------------------------------------------- | --------- | --------------- | --- | ------------------------------------------------------------ | -------- | --------- | --------------- | ----------------- |
| 1    | Souveräne und Landesfürsten                                           | 1         | 1               | Die Wappen der deutschen Souveraine und Bundesstaaten | O. v. Hefner                                                 | Nürnberg | 1856      | Bauer und Raspe | MDZ               |
| 1    | Souveräne und Landesfürsten                                           | 1         | 2               | Die Wappen der deutschen Souveraine und Lande | G. A. Seyler                                                 | Nürnberg | 1909      | Bauer und Raspe | GDZ               |
| 1    | Souveräne und Landesfürsten                                           | 1         | 3               | Die Wappen der deutschen Souveraine und Lande | G. A. Seyler                                                 | Nürnberg | 1916      | Bauer und Raspe | GDZ               |
| 1    | Souveräne und Landesfürsten                                           | 1         | 4               | Die Wappen der deutschen Souveraine und Lande | G. A. Seyler                                                 | Nürnberg | 1921      | Bauer und Raspe | GDZ               |
| 1    | Souveräne und Landesfürsten                                           | 1         | 5               | Die Wappen der deutschen Souveraine und Lande |                                                              | Nürnberg | 1927      | Bauer und Raspe | GDZ               |
| 1    | Souveräne und Landesfürsten                                           | 2         |                 | Die Wappen der außerdeutschen Souveraine und Staaten | O. v. Hefner, M. Gritzner, A. M. Hildebrandt                 | Nürnberg | 1870      | Bauer und Raspe | MDZ               |
| 1    | Souveräne und Landesfürsten                                           | 3         | 1               | Die mediatisirten Fürstengeschlechter in Deutschland | O. v. Hefner, M. Gritzner, A. M. Hildebrandt                 | Nürnberg | 1878      | Bauer und Raspe | GDZ               |
| 1    | Souveräne und Landesfürsten                                           | 3         | 2               | Die erlauchten Grafengeschlechter in Deutschland | M. Gritzner, A. M. Hildebrandt                               | Nürnberg | 1878      | Bauer und Raspe | GDZ               |
| 1    | Souveräne und Landesfürsten                                           | 3         | 2 (Anhang)      | Die erlauchten Grafengeschlechter in Deutschland (Anhang) | M. Gritzner, A. M. Hildebrandt                               | Nürnberg | 1878      | Bauer und Raspe | GDZ               |
| 1    | Souveräne und Landesfürsten                                           | 3         | 3 A 1           | Die Fürsten des Heiligen Römischen Reiches (A – L) | M. Gritzner                                                  | Nürnberg | 1887      | Bauer und Raspe | GDZ               |
| 1    | Souveräne und Landesfürsten                                           | 3         | 3 A 2           | Die Fürsten des Heiligen Römischen Reiches (M – Z) | M. Gritzner                                                  | Nürnberg | 1887      | Bauer und Raspe | GDZ               |
| 1    | Souveräne und Landesfürsten                                           | 3         | 3 B             | Die durch deutsche Bundesfürsten in den Fürstenstand erhobenen Geschlechter | M. Gritzner                                                  | Nürnberg | 1888      | Bauer und Raspe | GDZ               |
| 1    | Souveräne und Landesfürsten                                           | 3         | 3 C 1           | Die europäischen Fürstengeschlechter nicht Römisch-Kaiserlicher oder Deutsch-Bundesfürstlicher Extractio (A – Fitz-Roy) | M. Gritzner                                                  | Nürnberg | 1894      | Bauer und Raspe | GDZ               |
| 1    | Souveräne und Landesfürsten                                           | 3         | 3 C 2           | Die europäischen Fürstengeschlechter nicht Römisch-Kaiserlicher oder Deutsch-Bundesfürstlicher Extractio (Fouché – Oginski) | M. Gritzner                                                  | Nürnberg | 1894      | Bauer und Raspe | GDZ               |
| 1    | Souveräne und Landesfürsten                                           | 3         | 3 C 3           | Die europäischen Fürstengeschlechter nicht Römisch-Kaiserlicher oder Deutsch-Bundesfürstlicher Extractio (d'Ongnies – Z) | M. Gritzner                                                  | Nürnberg | 1894      | Bauer und Raspe | GDZ               |
| 1    | Souveräne und Landesfürsten                                           | 4         | 1               | Städtewappen | O. v. Hefner, Adv. Gautsch                                   | Nürnberg | 1885      | Bauer und Raspe | UBH               |
| 1    | Souveräne und Landesfürsten                                           | 4         | 2               | Städtewappen | Adv. Gautsch, L. A. Clericus                                 | Nürnberg | 1885      | Bauer und Raspe | UBH               |
| 1    | Souveräne und Landesfürsten                                           | 5         | 1               | Bistümer | G. A. Seyler                                                 | Nürnberg | 1881      | Bauer und Raspe | GDZ               |
| 1    | Souveräne und Landesfürsten                                           | 5         | 2               | Klöster | G. A. Seyler                                                 | Nürnberg | 1882      | Bauer und Raspe | GDZ               |
| 1    | Souveräne und Landesfürsten                                           | 6         |                 | Flaggen | M. Gritzner                                                  | Nürnberg | 1878      | Bauer und Raspe | GDZ               |
| 1    | Souveräne und Landesfürsten                                           | 7         |                 | Berufswappen | G. A. Seyler                                                 | Nürnberg | 1898      | Bauer und Raspe | GDZ               |
| 1    | Souveräne und Landesfürsten                                           | 8         |                 | Die Siegel der deutschen Universitäten in Deutschland, Österreich und der Schweiz. Nürnberg | E. Gritzner                                                  | Nürnberg | 1906      | Bauer und Raspe | GDZ               |
| 2    | Blühender Adel deutscher Landschaften                                 | 1         |                 | Der Adel des Königreichs Bayern | O. v. Hefner                                                 | Nürnberg | 1854      | Bauer und Raspe | MDZ               |
| 2    | Blühender Adel deutscher Landschaften                                 | 2         |                 | Der Adel des Herzogthums Braunschweig | A. M. Hildebrandt                                            | Nürnberg | 1869      | Bauer und Raspe | UBH               |
| 2    | Blühender Adel deutscher Landschaften                                 | 3         |                 | Der Adel des Königreichs Sachsen | A. M. Hildebrandt                                            | Nürnberg | 1857      | Bauer und Raspe | UBH               |
| 2    | Blühender Adel deutscher Landschaften                                 | 4         | 1               | Der Adel der Fürstenthümer Schwarzburg und Waldeck | O. v. Hefner                                                 | Nürnberg | 1860      | Bauer und Raspe | UBH               |
| 2    | Blühender Adel deutscher Landschaften                                 | 4         | 2               | Der Adel der Fürstenthümer Reuss | M. Gritzner                                                  | Nürnberg | 1873      | Bauer und Raspe | UBH               |
| 2    | Blühender Adel deutscher Landschaften                                 | 5         |                 | Die Wappen des Württemberger Adels | M. Gritzner                                                  | Nürnberg | 1857      | Bauer und Raspe | UBH               |
| 2    | Blühender Adel deutscher Landschaften                                 | 6         |                 | Der Adel in Baden | C. A. v. Grass                                               | Nürnberg | 1878      | Bauer und Raspe | UBH               |
| 2    | Blühender Adel deutscher Landschaften                                 | 7         |                 | Die Wappen des Nassauer Adels | O. v. Hefner                                                 | Nürnberg | 1858      | Bauer und Raspe | UBH               |
| 2    | Blühender Adel deutscher Landschaften                                 | 8         |                 | Der Adel der freien Stadt Frankfurt | O. v. Hefner                                                 | Nürnberg | 1856      | Bauer und Raspe | UBH               |
| 2    | Blühender Adel deutscher Landschaften                                 | 9         |                 | Der Hannöverische Adel | A. M. Hildebrandt                                            | Nürnberg | 1870      | Bauer und Raspe | UBH               |
| 2    | Blühender Adel deutscher Landschaften                                 | 10        |                 | Der Adel des Elsass | M. Gritzner, A. M. Hildebrandt                               | Nürnberg | 1871      | Bauer und Raspe | UBH               |
| 2    | Blühender Adel deutscher Landschaften                                 | 11        |                 | Der Adel Deutsch-Lothringens | M. Gritzner, A. M. Hildebrandt                               | Nürnberg | 1873      | Bauer und Raspe | UBH               |
| 3    | Blühender Adel deutscher Landschaften unter preußischer Vorherrschaft | 1         | 1               | Der Adel des Königreichs Preußen. Grafen und Freiherren | O. v. Hefner                                                 | Nürnberg | 1857      | Bauer und Raspe | MDZ               |
| 3    | Blühender Adel deutscher Landschaften unter preußischer Vorherrschaft | 1         | 2               | Der Preußische Adel. Freiherren und Grafen. Nachträge und Verbesserungen | G. A. v. Mülverstedt                                         | Nürnberg | 1906      | Bauer und Raspe | GDZ               |
| 3    | Blühender Adel deutscher Landschaften unter preußischer Vorherrschaft | 2         | 1 1             | Der blühende Adel des Königreichs Preußen (Edelleute A-L) | O. v. Hefner, A. Grenser, G. A. v. Mülverstedt               | Nürnberg | 1878      | Bauer und Raspe | GDZ               |
| 3    | Blühender Adel deutscher Landschaften unter preußischer Vorherrschaft | 2         | 1 2             | Der blühende Adel des Königreichs Preußen (Edelleute M-Z) | O. v. Hefner, A. Grenser, G. A. v. Mülverstedt               | Nürnberg | 1878      | Bauer und Raspe | GDZ               |
| 3    | Blühender Adel deutscher Landschaften unter preußischer Vorherrschaft | 2         | 2               | Der blühende Adel des Königreichs Preußen. Edelleute. Nachträge und Verbesserungen | G. A. v. Mülverstedt                                         | Nürnberg | 1906      | Bauer und Raspe | GDZ               |
| 3    | Blühender Adel deutscher Landschaften unter preußischer Vorherrschaft | 3         |                 | Der Adel der freien Städte Hamburg, Bremen und Lübeck | M. Gritzner, A. M. Hildebrandt                               | Nürnberg | 1871      | Bauer und Raspe | MDZ               |
| 3    | Blühender Adel deutscher Landschaften unter preußischer Vorherrschaft | 4         |                 | Der Adel des Kurfürstenthums, Grossherzogthums und der Landgrafschaft Hessen | O. v. Hefner                                                 | Nürnberg | 1859      | Bauer und Raspe | MDZ               |
| 3    | Blühender Adel deutscher Landschaften unter preußischer Vorherrschaft | 5         |                 | Der Adel des Großherzogthums Oldenburg | M. Gritzner, A. M. Hildebrandt                               | Nürnberg | 1872      | Bauer und Raspe | MDZ               |
| 3    | Blühender Adel deutscher Landschaften unter preußischer Vorherrschaft | 6         |                 | Der blühende Adel der Grossherzogthümer Mecklenburg (Schwerin und Strelitz) | O. v. Hefner                                                 | Nürnberg | 1858      | Bauer und Raspe | MDZ               |
| 3    | Blühender Adel deutscher Landschaften unter preußischer Vorherrschaft | 7         |                 | Der Adel des Herzogthums Anhalt | A. M. Hildebrandt                                            | Nürnberg | 1869      | Bauer und Raspe | MDZ               |
| 3    | Blühender Adel deutscher Landschaften unter preußischer Vorherrschaft | 8         |                 | Der blühende Adel der Herzogthümer Schleswig-Holstein und Lauenburg | M. Gritzner, A. M. Hildebrandt                               | Nürnberg | 1870      | Bauer und Raspe | GDZ               |
| 3    | Blühender Adel deutscher Landschaften unter preußischer Vorherrschaft | 9         |                 | Der luxemburgische Adel | M. Gritzner, A. M. Hildebrandt                               | Nürnberg | 1871      | Bauer und Raspe | MDZ               |
| 3    | Blühender Adel deutscher Landschaften unter preußischer Vorherrschaft | 10        |                 | Der Adel der Fürstenthümer Lippe und Schaumburg-Lippe | M. Gritzner, A. M. Hildebrandt                               | Nürnberg | 1872      | Bauer und Raspe | MDZ               |
| 3    | Blühender Adel deutscher Landschaften unter preußischer Vorherrschaft | 11        | 1 Band 1        | Der Adel der russischen Ostseeprovinzen. Teil 1: Die Ritterschaft. Band 1: Fürsten, Grafen, Barone und Edelleute (Adamowicz – Heringen)                                                                                          | M. Gritzner                                                  | Nürnberg | 1898      | Bauer und Raspe | GDZ               |
| 3    | Blühender Adel deutscher Landschaften unter preußischer Vorherrschaft | 11        | 1 Band 2        | Der Adel der russischen Ostseeprovinzen. Teil 1: Die Ritterschaft. Band 2: Edelleute (Hertell – Zoritsch). Nachträge und Berichtigungen                                                                                          | M. Gritzner                                                  | Nürnberg | 1898      | Bauer und Raspe | GDZ               |
| 3    | Blühender Adel deutscher Landschaften unter preußischer Vorherrschaft | 11        | 2               | Der Adel der russischen Ostseeprovinzen. Teil 2: Der Nichtimmatrikulierte Adel | M. Gritzner                                                  | Nürnberg | 1901      | Bauer und Raspe | GDZ               |
| 4    | Habsburgermonarchie                                                   | 1         |                 | Der Adel der gefürsteten Grafschaft Tirol | O. v. Hefner                                                 | Nürnberg | 1857      | Bauer und Raspe | MDZ               |
| 4    | Habsburgermonarchie                                                   | 2         |                 | Der Adel des Herzogthums Krain und der Grafschaften Görz und Gradiska | O. v. Hefner                                                 | Nürnberg | 1859      | Bauer und Raspe | MDZ               |
| 4    | Habsburgermonarchie                                                   | 3         |                 | Der Adel des Königreichs Dalmatien | F. H. v. Rosenfeld                                           | Nürnberg | 1873      | Bauer und Raspe | MDZ               |
| 4    | Habsburgermonarchie                                                   | 4         | 1               | Der Niederösterreichische Landständische Adel (A – R) | J. E. Kirnbauer v. Erzstätt                                  | Nürnberg | 1909      | Bauer und Raspe | GDZ: Text, Tafeln |
| 4    | Habsburgermonarchie                                                   | 4         | 2               | Der Niederösterreichische Landständische Adel (S – Z) | J. B. Witting                                                | Nürnberg | 1918      | Bauer und Raspe | GDZ: Text, Tafeln |
| 4    | Habsburgermonarchie                                                   | 5         |                 | Oberösterreichischer Adel | A. Frh. v. Starkenfels, J. E. Kirnbauer v. Erzstätt          | Nürnberg | 1904      | Bauer und Raspe | GDZ               |
| 4    | Habsburgermonarchie                                                   | 6         |                 | Der Salzburgische Adel | M. M. Edl. v. Weittenhiller                                  | Nürnberg | 1883      | Bauer und Raspe | GDZ               |
| 4    | Habsburgermonarchie                                                   | 7         | 1               | Steiermärkischer Adel | J. B. Witting                                                | Nürnberg | 1921      | Bauer und Raspe | GDZ               |
| 4    | Habsburgermonarchie                                                   | 7         | 2               | Der steirische Uradel (Siegel-Abbildungen) | A. A. v. Siegenfeld                                          | Nürnberg | 1893      | Bauer und Raspe | GDZ               |
| 4    | Habsburgermonarchie                                                   | 8         |                 | Der Kärntner Adel | A. M. Hildebrandt                                            | Graz     | 1880      | Bauer und Raspe | GDZ               |
| 4    | Habsburgermonarchie                                                   | 9         |                 | Der Böhmische Adel | R. J. v. Meraviglia-Crivelli                                 | Nürnberg | 1886      | Bauer und Raspe | GDZ               |
| 4    | Habsburgermonarchie                                                   | 10        |                 | Der Mährische Adel | H. Edl. v. Kadich, C. Blažek                                 | Nürnberg | 1899      | Bauer und Raspe | GDZ               |
| 4    | Habsburgermonarchie                                                   | 11        |                 | Der Adel von Österreichisch-Schlesien | C. Blažek                                                    | Nürnberg | 1885      | Bauer und Raspe | GDZ               |
| 4    | Habsburgermonarchie                                                   | 12        |                 | Der Adel von Siebenbürgen | C. Reichenauer von Reichenau, G. v. Csergheő, O. v. Bárczay  | Nürnberg | 1898      | Bauer und Raspe | GDZ               |
| 4    | Habsburgermonarchie                                                   | 13        |                 | Der Adel von Kroatien und Slavonien | I. v. Bojničić                                               | Nürnberg | 1899      | Bauer und Raspe | GDZ               |
| 4    | Habsburgermonarchie                                                   | 14        |                 | Der Adel von Galizien, Ladomerien und der Bukowina | F. H. v. Rosenfeld, I. v. Bojničić                           | Nürnberg | 1905      | Bauer und Raspe | GDZ               |
| 4    | Habsburgermonarchie                                                   | 15        | 1               | Der Adel von Ungarn sammt den Nebenländern der St. Stephanskrone | G. v. Csergheő, I. Nagy                                      | Nürnberg | 1893      | Bauer und Raspe | GDZ               |
| 4    | Habsburgermonarchie                                                   | 15        | 2               | Der Adel von Ungarn sammt den Nebenländern der St. Stephanskrone (Nachträge) | G. v. Csergheő Csoma, József von                             | Nürnberg | 1894      | Bauer und Raspe | GDZ               |
| 4    | Habsburgermonarchie                                                   | 15        | 1 (Abbildungen) | Wappenbuch des Adels von Ungarn sammt den Nebenländern der St. Stephans-Krone. Tafeln 1–252 | G. v. Csergheő                                               | Nürnberg | 1894      | Bauer und Raspe | GDZ               |
| 4    | Habsburgermonarchie                                                   | 15        | 2 (Abbildungen) | Wappenbuch des Adels von Ungarn sammt den Nebenländern der St. Stephans-Krone. Abbildungen 253–504 | G. v. Csergheő                                               | Nürnberg | 1894      | Bauer und Raspe | GDZ               |
| 5    | Bürgerliche Geschlechter Deutschlands und der Schweiz                 | 1         |                 | Zweitausend Wappen bürgerlicher Geschlechter Deutschlands und der Schweiz | O. v. Hefner                                                 | Nürnberg | 1857      | Bauer und Raspe | MDZ               |
| 5    | Bürgerliche Geschlechter Deutschlands und der Schweiz                 | 2         |                 | Zweitausend bürgerliche Wappen | O. v. Hefner                                                 | Nürnberg | 1873      | Bauer und Raspe | MDZ               |
| 5    | Bürgerliche Geschlechter Deutschlands und der Schweiz                 | 3         |                 | Zweitausend bürgerliche Wappen | A. M. Hildebrandt, G. A. Seyler                              | Nürnberg | 1888      | Bauer und Raspe | GDZ               |
| 5    | Bürgerliche Geschlechter Deutschlands und der Schweiz                 | 4         |                 | Zweitausend bürgerliche Wappen | G. A. Seyler                                                 | Nürnberg | 1890      | Bauer und Raspe | GDZ               |
| 5    | Bürgerliche Geschlechter Deutschlands und der Schweiz                 | 5         |                 | Zweitausend bürgerliche Wappen | G. A. Seyler                                                 | Nürnberg | 1895      | Bauer und Raspe | GDZ               |
| 5    | Bürgerliche Geschlechter Deutschlands und der Schweiz                 | 6         |                 | Neunzehnhundertfünfundvierzig bürgerliche Wappen | G. A. Seyler                                                 | Nürnberg | 1901      | Bauer und Raspe | GDZ               |
| 5    | Bürgerliche Geschlechter Deutschlands und der Schweiz                 | 7         |                 | Achtzehnhunderteinundsiebenzig bürgerliche Wappen | G. A. Seyler                                                 | Nürnberg | 1906      | Bauer und Raspe | GDZ               |
| 5    | Bürgerliche Geschlechter Deutschlands und der Schweiz                 | 8         |                 | Fünfzehnhundertachtundzwanzig bürgerliche Wappen | G. A. Seyler                                                 | Nürnberg | 1909      | Bauer und Raspe | GDZ               |
| 5    | Bürgerliche Geschlechter Deutschlands und der Schweiz                 | 9         |                 | Fünfzehnhundertneunundfünfzig bürgerliche Wappen | G. A. Seyler                                                 | Nürnberg | 1912      | Bauer und Raspe | GDZ               |
| 5    | Bürgerliche Geschlechter Deutschlands und der Schweiz                 | 10        |                 | Vierzehnhundert und Siebenzig bürgerliche Wappen | G. A. Seyler                                                 | Nürnberg | 1916      | Bauer und Raspe | GDZ               |
| 5    | Bürgerliche Geschlechter Deutschlands und der Schweiz                 | 11        |                 | Sechshundertfünfundachtzig bürgerliche Wappen | G. A. Seyler                                                 | Nürnberg | 1920      | Bauer und Raspe | GDZ               |
| 5    | Bürgerliche Geschlechter Deutschlands und der Schweiz                 | 12        |                 | Neunhundertundvier bürgerliche Wappen | G. A. Seyler                                                 | Nürnberg | 1925      | Bauer und Raspe | GDZ               |
| 5    | Bürgerliche Geschlechter Deutschlands und der Schweiz                 | 13        |                 | Siebenhundertzweiundvierzig bürgerliche Wappen | G. A. Seyler, W. Freier, K. E. v. Marchtaler                 | Nürnberg | 1936      | Bauer und Raspe |                   |
| 5    | Bürgerliche Geschlechter Deutschlands und der Schweiz                 | 14        |                 | Fünfhundertfünfundsiebzig bürgerliche Wappen | K. E. v. Marchtaler, O. v. Hefner                            | Nürnberg | 1938–1961 | Bauer und Raspe |                   |
| 5    | Bürgerliche Geschlechter Deutschlands und der Schweiz                 | 15        |                 | [Bürgerliche Wappen] |                                                              | Nürnberg | 1967      | Bauer und Raspe |                   |
| 6    | Abgestorbene, erloschene Geschlechter                                 | 1         | 1               | Abgestorbener Bayerischer Adel | G. A. Seyler                                                 | Nürnberg | 1884      | Bauer und Raspe | GDZ               |
| 6    | Abgestorbene, erloschene Geschlechter                                 | 1         | 2               | Abgestorbener Bayerischer Adel | G. A. Seyler                                                 | Nürnberg | 1906      | Bauer und Raspe | GDZ               |
| 6    | Abgestorbene, erloschene Geschlechter                                 | 1         | 3               | Abgestorbener Bayerischer Adel | G. A. Seyler                                                 | Nürnberg | 1911      | Bauer und Raspe | GDZ               |
| 6    | Abgestorbene, erloschene Geschlechter                                 | 2         |                 | Abgestorbener Württemberger Adel | G. A. Seyler                                                 | Nürnberg | 1911      | Bauer und Raspe | GDZ               |
| 6    | Abgestorbene, erloschene Geschlechter                                 | 3         |                 | Abgestorbene Tiroler Adels-Geschlechter. A – Jöchl, Tafeln bis Mezner |                                                              | Nürnberg | 1857      | Bauer und Raspe | GDZ               |
| 6    | Abgestorbene, erloschene Geschlechter                                 | 4         |                 | Abgestorbener Preußischer Adel, Provinz Preußen | G. A. v. Mülverstedt, A. M. Hildebrandt                      | Nürnberg | 1874      | Bauer und Raspe | GDZ               |
| 6    | Abgestorbene, erloschene Geschlechter                                 | 5         |                 | Der abgestorbene Adel der Provinz und Mark Brandenburg | G. A. v. Mülverstedt, A. M. Hildebrandt                      | Nürnberg | 1880      | Bauer und Raspe | GDZ               |
| 6    | Abgestorbene, erloschene Geschlechter                                 | 6         |                 | Ausgestorbener preußischer Adel, Provinz Sachsen (exl. die Altmark) | G. A. v. Mülverstedt, A. M. Hildebrandt                      | Nürnberg | 1884      | Bauer und Raspe | GDZ               |
| 6    | Abgestorbene, erloschene Geschlechter                                 | 7         |                 | Der abgestorbene Nassauische Adel | H. v. Goeckingk, A. v. Bierbrauer-Brennstein, C. A. v. Grass | Nürnberg | 1882      | Bauer und Raspe | GDZ               |
| 6    | Abgestorbene, erloschene Geschlechter                                 | 8         | 1               | Der abgestorbene Adel der Preußischen Provinz Schlesien | C. Blažek                                                    | Nürnberg | 1887      | Bauer und Raspe | GDZ               |
| 6    | Abgestorbene, erloschene Geschlechter                                 | 8         | 2               | Der abgestorbene Adel der Preußischen Provinz Schlesien | C. Blažek                                                    | Nürnberg | 1890      | Bauer und Raspe | GDZ               |
| 6    | Abgestorbene, erloschene Geschlechter                                 | 8         | 3               | Der abgestorbene Adel der Preußischen Provinz Schlesien | C. Blažek                                                    | Nürnberg | 1894      | Bauer und Raspe | GDZ               |
| 6    | Abgestorbene, erloschene Geschlechter                                 | 9         |                 | Ausgestorbener preußischer Adel, Provinz Pommern | G. A. v. Mülverstedt, A. M. Hildebrandt                      | Nürnberg | 1894      | Bauer und Raspe | GDZ               |
| 6    | Abgestorbene, erloschene Geschlechter                                 | 10        |                 | Ausgestorbener Mecklenburgischer Adel | G. A. v. Mülverstedt                                         | Nürnberg | 1902      | Bauer und Raspe | GDZ               |
| 6    | Abgestorbene, erloschene Geschlechter                                 | 11        |                 | Ausgestorbener Anhaltischer Adel | G. A. v. Mülverstedt                                         | Nürnberg | 1905      | Bauer und Raspe | GDZ               |
| 6    | Abgestorbene, erloschene Geschlechter                                 | 12        |                 | Ausgestorbener Adel der sächsischen Herzogthümer | G. A. v. Mülverstedt\|                                       | Nürnberg | 1907      | Bauer und Raspe | GDZ               |
| 6    | Abgestorbene, erloschene Geschlechter                                 | 13        |                 | Ausgestorbener Adel der Fürstenthümer Schwarzburg, zugleich als Entwurf eines Lexicons des früheren Schwarzenburgischen Adels | G. A. v. Mülverstedt                                         | Nürnberg | 1908      | Bauer und Raspe | GDZ               |
| 7    | Ergänzungen                                                           | 1         |                 | Ergänzungsband, enthaltend die Nachträge und Ergänzungen zu den Staatswappen von Russland und Baden, ferner zu dem Adel von Bayern, (Grafen und Freiherren), Sachsen, Schwarzenburg, Waldeck, Württemberg, Mecklenburg und Tyrol | O. v. Hefner                                                 | Nürnberg | 1860      | Bauer und Raspe | MDZ               |
| 7    | Ergänzungen                                                           | 2         |                 | Ergänzungsband. Preußische Grafen und Freiherren | C. Blažek                                                    | Nürnberg | 1886      | Bauer und Raspe | GDZ               |
| 7    | Ergänzungen                                                           | 3         | a               | Der Abgestorbener Preußischer Adel (Provinz Preußen, jetzt Provinzen Ost- und Westpreußen). Supplement | G. A. v. Mülverstedt                                         | Nürnberg | 1900      | Bauer und Raspe | GDZ               |
| 7    | Ergänzungen                                                           | 3         | b               | Abgestorbener Preußischer Adel. Provinz Brandenburg. Supplement | G. A. v. Mülverstedt                                         | Nürnberg | 1900      | Bauer und Raspe | GDZ               |
| 7    | Ergänzungen                                                           | 3         | c               | Abgestorbener Preußischer Adel. Provinz Pommern. Supplement | G. A. v. Mülverstedt                                         | Nürnberg | 1900      | Bauer und Raspe | GDZ               |
| 7    | Ergänzungen                                                           | 3         | d               | Abgestorbener Preußischer Adel (Provinz Sachsen. Mit Ausschluss der Altmark). Supplement | G. A. v. Mülverstedt                                         | Nürnberg | 1900      | Bauer und Raspe | GDZ               |

* Digitalisate:
MDZ = Münchener Digitalisierungszentrum an der Bayerischen Staatsbibliothek (BSB)
GDZ = Göttinger Digitalisierungszentrum der Niedersächsische Staats- und Universitätsbibliothek Göttingen (SUB)
UBH = Universitätsbibliothek Heidelberg an der Ruprecht-Karls-Universität Heidelberg